# U bunkru
U bunkru este o arie protejată (arie specială de conservare — SAC, sit de importanță comunitară — SCI) din Republica Cehă întinsă pe o suprafață de 56,59 ha, integral pe uscat.

## Localizare
Centrul sitului U bunkru este situat la coordonatele 50°05′33″N 12°44′10″E / 50.0925°N 12.736111°E.

## Înființare
Situl U bunkru a fost declarat sit de importanță comunitară în aprilie 2005 pentru a proteja 1 specie de animale. Situl a fost protejat și ca arie specială de conservare în iulie 2012.

## Biodiversitate
Situată în ecoregiunea continentală, aria protejată nu include niciun habitat protejat.
La baza desemnării sitului se află o specie protejată de  nevertebrate: fluturele auriu (Euphydryas aurinia).